# Province d'Antioquia
Pour les articles homonymes, voir Antioquia (homonymie).
1576–1856
Entités précédentes :
- Province de Popayán (1576)
- État libre d'Antioquia (1816)

Entités suivantes :
- État libre d'Antioquia (1813)
- État fédéral d'Antioquia (1856)

La province d'Antioquia, ou gouvernorat d'Antioquia durant la domination espagnole, était une entité administrative et politique de la Nouvelle-Grenade. Elle fut créée en 1576 et dissoute en 1856. Sa capitale était Santa Fe de Antioquia.

## Histoire
La province d'Antioquia est initialement un gouvernorat de la vice-royauté de Nouvelle-Grenade (entité coloniale espagnole recouvrant le nord de l'Amérique du Sud).
Après avoir brièvement été indépendante sous le nom d'État libre d'Antioquia, la province est intégrée à la Grande Colombie. 
Après la dissolution de cette dernière, la province fait partie de la république de Nouvelle-Grenade. 
En mai 1851, une loi est promulguée qui divise la province d'Antioquia en trois, via la création des provinces de Córdoba (capitale : Rionegro) et Medellín (capitale : Medellín).
En 1856, ces trois provinces se réunissent à nouveau et deviennent l'État fédéral d'Antioquia.

La province d'Antioquia en 1810
La province d'Antioquia en 1855